# قسم كلاردشت الشرقي الريفي (ناحية كلاردشت)
قسم كلاردشت الشرقي الريفي (بالفارسية: دهستان کلاردشت شرقی) هي منطقة ريفية تقع في ناحية كلاردشت في إيران. يقدر عدد سكانها بـ 3,103 نسمة .